# Афробит
Афробит (англ. Afrobeat) — музыкальный жанр, комбинирующий яркий, танцевальный, гитарно-духовой жанр хайлайф с афроамериканской музыкой — фанком и джазом. Для афробита характерны большие инструментальные ансамбли, продолжительные ритмичные произведения, импровизация, что сильно сближает жанр с джазом, и политизированность текстов. Его основным разработчиком является нигерийский мульти-инструменталист и лидер группы Nigeria '70 (ранее известной под названием Koola Lobitos) Фела Кути, придумавший название жанра ещё в 1963 году, и популяризировавший жанр в 1970-х.
В XXI веке появился термин афробитс (англ. afrobeats), который часто относят к популярной ганской музыке, хиплайфу, афро-попу или популярной нигерийской музыке, в которых афробит часто смешивается с хайлайф, фуджи, джуджу, хип-хопом и RnB.

## Ключевые исполнители
- Geraldo Pino
- Fela Kuti
- Femi Kuti
- Seun Kuti
- Tony Allen
- Cymande
- Manu Dibango
- Dele Sosimi
- Kola Ogunkoya
- Sonny Okosun

### Появившиеся в XXI веке
- D'banj
- Wizkid
- Don Jazzy
- P-Square
- The Souljazz Orchestra
- Newen Afrobeat